# Hexatoma (Eriocera) eriophora
Hexatoma (Eriocera) eriophora is een tweevleugelige uit de familie steltmuggen (Limoniidae). De soort komt voor in het Nearctisch gebied.